# Bruno Carranza Ramírez

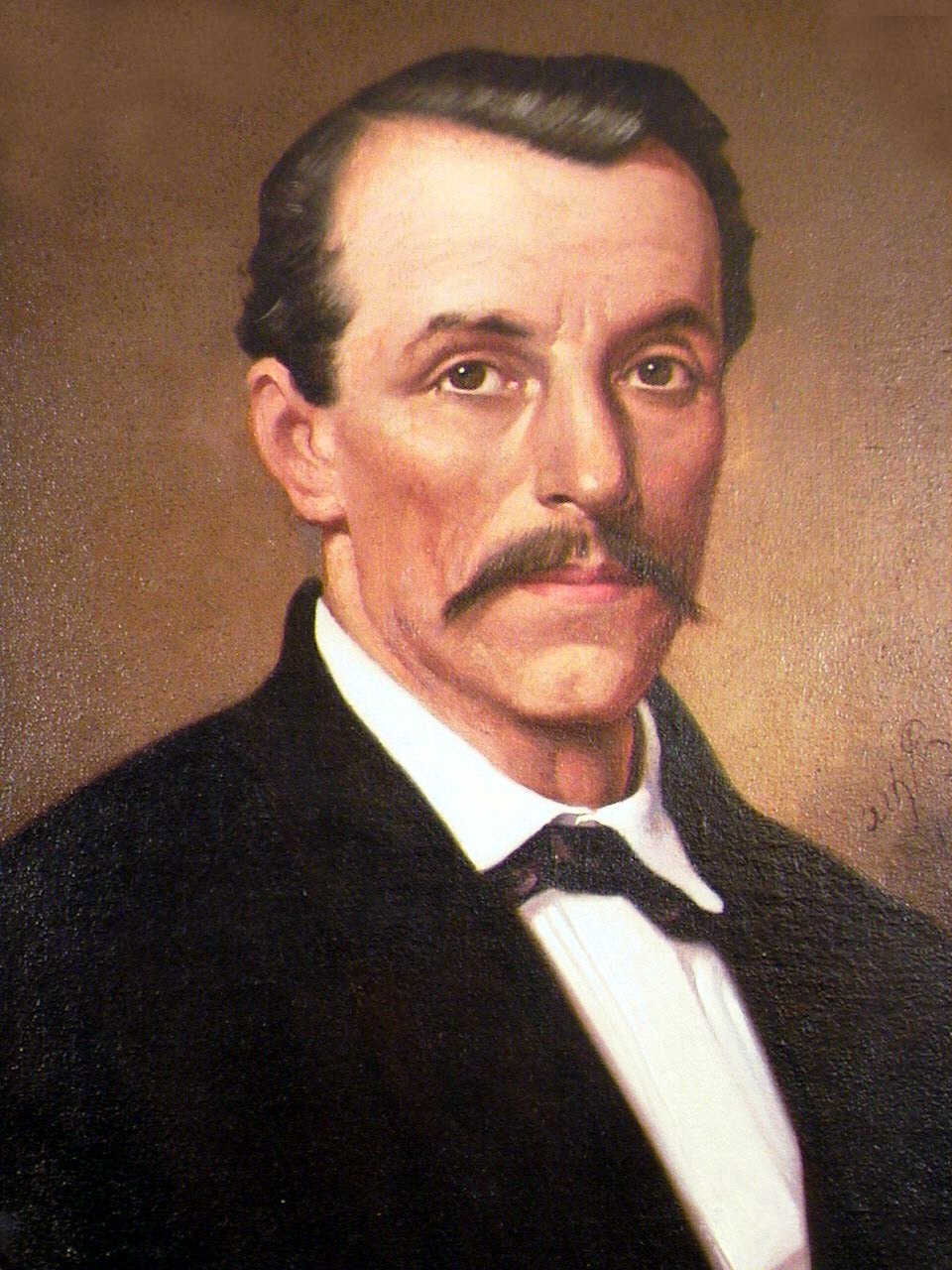
José Bruno Carranza Ramirez um 1880

José Bruno Carranza Ramírez (* 5. Oktober 1822 in San José, Costa Rica; † 25. Januar 1891 ebenda) war vom 27. April bis 9. August 1870 Präsident von Costa Rica.

## Leben
Seine Eltern waren Joaquina Ramírez y García und Miguel Fernandez Carranza. 1847 heiratete er Gerónima Montealegre Fernández, die Schwester von José María Montealegre Fernández. Er wurde Arzt an der Universidad de San Carlos de Guatemala.
In Costa Rica war er auch im staatlichen Hospital San Juan de Dios als Arzt tätig.
Er war Generalinspekteur des Impfwesens und Vorsitzender der Ständevereinigung der Ärzte.
Bei einem Feldzug gegen die Filibusteropiraten von William Walker (Söldner) 1856 war er Feldarzt. Da das Heer die Cholera nach Costa Rica brachte, musste er umgehend zurückkehren.
Als Journalist veröffentlichte er in verschiedenen Publikationen darunter El Álbum und La Estrella del Irazú daneben war er Unternehmer. Er war Cafetalero, Eigentümer einer Buchhandlung und einer Apotheke. Von 1855 bis 1859 hatte der die Konzession der Fábrica Nacional de Licores de Costa Rica und war Lieferant für staatlichen Alkohol.
In der Regierungszeit von Juan Rafael Mora Porras war er einige Male Abgeordneter.
1857 war er in diplomatischer Mission in El Salvador. Er war Delegierter für San José bei der verfassungsgebenden Versammlung 1869, kurz nach seiner Wahl trat er von diesem Amt zurück. Er musste bei verschiedenen Gelegenheiten aus politischen Gründen ins Exil gehen.
Er war Mitglied der Partido Liberal und zeigte Antiklerikalismus.
Am 27. April 1870 wurde er von Tomás Guardia Gutiérrez in das Präsidentenamt geputscht. In dieser Amtszeit wurde die Comarca de Limón gegründet. Es wurde die Religionsfreiheit dekretiert und ein Ley de Garantias, diese schaffte zum ersten Mal in der Geschichte von Costa Rica die Todesstrafe ab. Es wurde ein Aufgabenverteilungsplan der Ministerien entworfen. Eine verfassungsgebende Versammlung wurde gewählt. Eine zentrale Position in seinem Regierungskabinett hatte der guatemaltekische Historiker, Lorenzo Montúfar y Rivera als Minister für Äußeres, öffentliche Bildung und Kultur.
Joaquín Lizano Gutiérrez war Minister für Regierung, Justiz, Inneres, Landwirtschaft und Industrie, Rafael Gallegos Sáenz war Minister für Finanzen und Wirtschaft und Buenaventura Carazo Alvarado war Minister für Krieg, Marinen und öffentliche Arbeiten.
Tomás Guardia Gutiérrez hatte ihn ins Amt geputscht und wurde am 8. August 1870 selbst Präsident.
Später war er Mitglied des Gran Consejo Nacional einer Regierungsjunta und wurde als Bevollmächtigter bei der Regierung von El Salvador, wo er mit Gregorio Arbizú den Tratado Carranza-Arbizú ausgehandelt wurde.